# Слизняк великий звичайний
Слизняк великий звичайний, слизняк великий — (Limax maximus Linnaeus, 1758) — вид наземних молюсків класу Черевоногих (Gastropoda) підкласу легеневих (Pulmonata) родини великих слизняків (Limacidae).

## Опис
Довжина тіла в русі до 130 мм (рідше до 200 мм). Фонове забарвлення спини та мантії від жовтувато- або попелясто-сірого до брудно-білого. Вздовж спини тягнуться 2 або 3 пари темних смуг, які можуть перериватися та розпадатися на окремі плями. На мантії темні плями не утворюють правильних поздовжніх смуг, а розташовані досить хаотично та можуть утворювати так званий меандричний малюнок. Підошва світла, однобарвна. Слиз безбарвний. Кіль відносно короткий, займає 1/3 довжини спини. Пеніс довгий, звивистий, його довжина не перевищує половини довжини тіла.

## Розповсюдження та екологія
Західно- та південно-європейський вид (Kerney et al., 1983), який суттєво розширив свій ареал за рахунок антропохорії. Звичайний синантропний вид на території України. Іноді зустрічається у природних (лісових) біотопах, але переважно поблизу населених пунктів. В урбанізованому середовищі часто мешкає в підвалах.